# Медкруз
Некоммерческая организация «Медкруиз» (англ. The Association of Mediterranean Cruise Ports) — международная круизная ассоциация. Штаб-квартира — в Санта-Крус-де-Тенерифе, Испания.
Миссия ассоциации состоит в способствовании развитию круизной отрасли в Средиземном, Красном и Чёрном морях, а также ближней Атлантике, оказывая помощь своим членам по привлечению круизных операторов, поддержке привлекательности портов, принимающих круизные суда.

## Деятельность
Некоммерческая организация «Медкруиз» образована 11 июня 1996 года в Риме, Италия. Включает в себя круизные порты Средиземного моря, прилегающие районы Атлантического океана, Чёрного моря, Красного моря. В её состав входят 71 член, представляющие более 100 круизных портов двадцати государств мира. Возглавляет её в настоящее время Kristijan Pavić, до него президентом была Карла Сальвадо.
Российский порт Сочи принят в «Медкруиз» 4 ноября 2003 года, также в эту организацию входят крымский порт Севастополь и украинский порт Одесса.